# 聖ゲオルギウス (マンテーニャ)
『聖ゲオルギウス』（せいゲオルギウス、伊: San Girogio、英: St. George）は、アンドレア・マンテーニャによる 66 x 32 cm の板上のテンペラ画である。1460年頃に制作され、現在はヴェネツィアにあるアカデミア美術館に所蔵されている。
絵画は、鎧に身を包み、立っている聖ゲオルギオスを表している。竜を殺すために使用した槍の残骸を持っており、槍の先端が顎に突き刺さった状態で竜が聖人の足元に横たわっている。絵画の左側と右側に大理石の枠があるが、聖ゲオルギウスの肘は左側の枠よりも突き出ており、竜の頭部は右側の枠よりも突き出ている。このようなだまし絵的な要素は、マンテーニャのパドヴァ時代（1459年まで）からマントヴァ時代の始まり（1460年から）にいたる時期に制作された作品の特徴である。上部の花輪は、スクァルチョーネ派に典型的なモチーフであり、青年時代のマンテーニャがパドヴァのフランチェスコ・スクァルチォーネの工房で過ごした時期を示唆している。右手の背景には、丘の上にある城壁に囲まれた町へと続く道がある。
精緻な輪郭線で縁取られた聖人は均一に輝く光の中、完璧な遠近法で描かれている。金属的な光輪、純情そうな顔、競技試合用の鎧、腰に当てた左手などあらゆる細部は象嵌細工のように描かれており、このことにより聖人は記念碑的な英雄性を付与され、キリスト教の敬虔さの象徴というより当時新たな憧憬であった古代の象徴として提示されている。